# История США (с 2008)

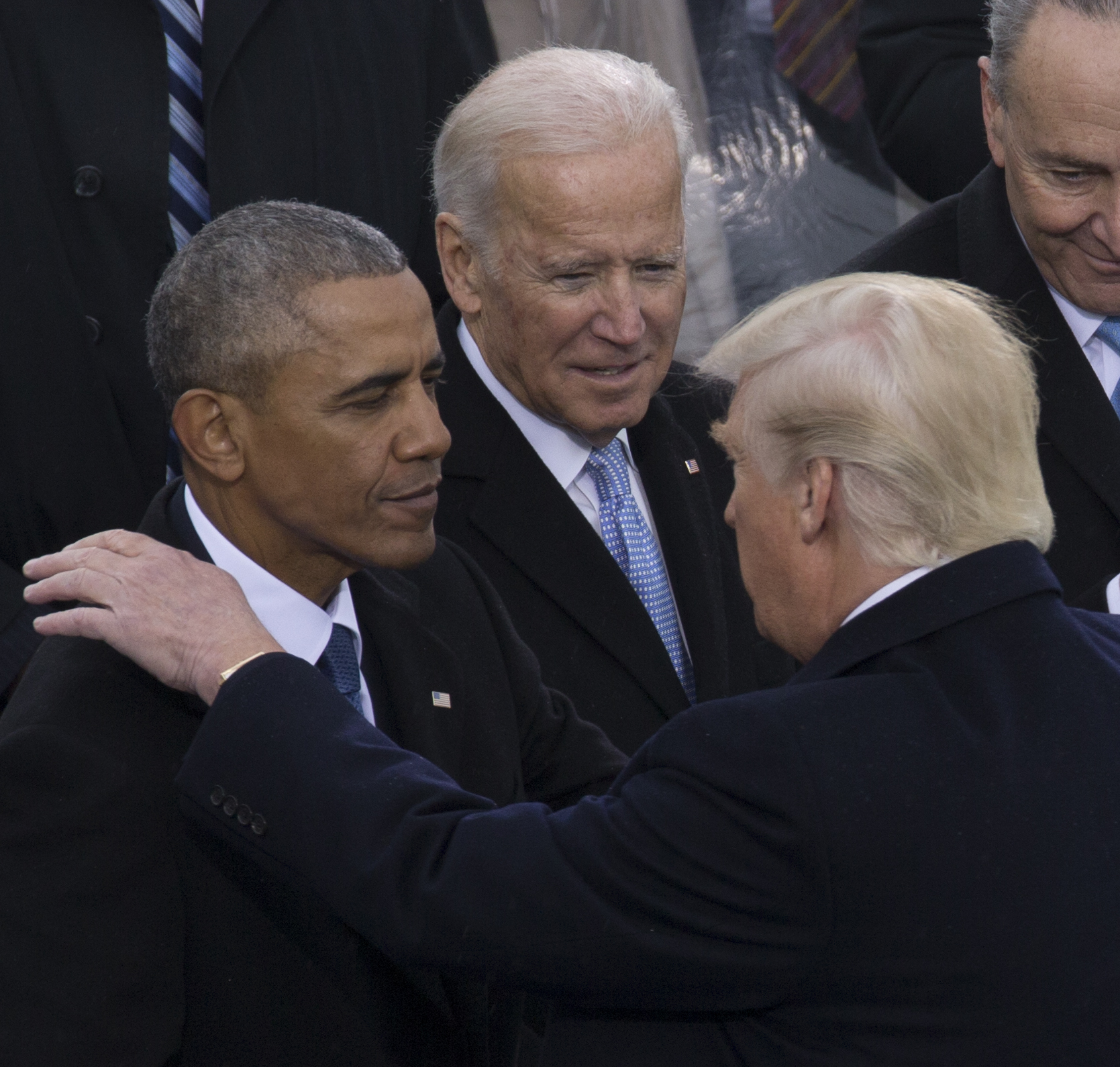
Барак Обама, Джо Байден и Дональд Трамп

Новейшая история США начинается в 2008 году и продолжается до сегодняшних дней. Период истории начался с краха экономического пузыря на рынке жилья, который позже привёл к Великой рецессии. В результате экономического спада и всеобщего недовольства политикой республиканца Джорджа Уокера Буша (2001—2009) на президентских выборах 2008 года победил демократ Барак Обама, став первым в истории страны президентом-афроамериканцем. Внутренняя политика Обамы включала в себя, в частности, пакет мер по стимулированию экономики и реформу здравоохранения. В 2011 году была окончена война в Ираке, однако война с терроризмом продолжилась, и в 2010-х годах внимание было переключено на Исламское государство. 
Усиление политической поляризации в период президентства Обамы привело к спорным выборам президента в 2016 году, в ходе которых республиканец и миллиардер Дональд Трамп победил бывшего госсекретаря Хиллари Клинтон. Трамп выступал с популистскими идеями, добиваясь снижения налогов, введения иммиграционных ограничений, строительства стены на границе США и Мексики и проведения внешней политики по принципу «Америка превыше всего». В декабре 2019 года Палата представителей, контролируемая демократами, проголосовала за принятие статей импичмента против Трампа за его роль в скандале, связанном с Украиной. На президентских выборах 2020 года бывший вице-президент и демократ Джо Байден победил Трампа, который (вместе со своими сторонниками) предпринял несколько попыток отменить результаты выборов, включая нападение на Капитолий США. Этот инцидент и причастность к нему Трампа привели к его второму импичменту. 
Джо Байден продолжил борьбу с последствиями пандемии COVID-19, а также вывел американские войска из Афганистана, завершив самую длительную военную кампанию в истории США.

## Военные конфликты

### Война в Афганистане
В сентябре 2008 года президент Джордж Буш объявил о переброске в Афганистан 4500 американских военнослужащих из Ирака. Администрация Барака Обамы также позже объявила о наращивании войск дополнительных 30 тысяч американских военнослужащих, которые были развернуты летом 2010 года, и о начале вывода всех 100 тысяч в июле 2011 года.
13 апреля 2021 года Джо Байден объявил о своём плане вывести все войска из Афганистана к 11 сентября 2021 года, причем эта дата является двадцатой годовщиной атак 11 сентября. Позже дата была перенесена на более ранний срок — до 31 августа 2021 года.

## Религия
Исследование, проведённое в 2014 году Исследовательским центром Пью, показало, что уровень американцев, исповедующих христианство, упал с 2007 года на 7,8 % (с 78,4 до 70,6 %). Количество нерелигиозных американцев выросло с 16,1 % в 2007 году до 22,8 % в 2014 году.